# Abell 2597

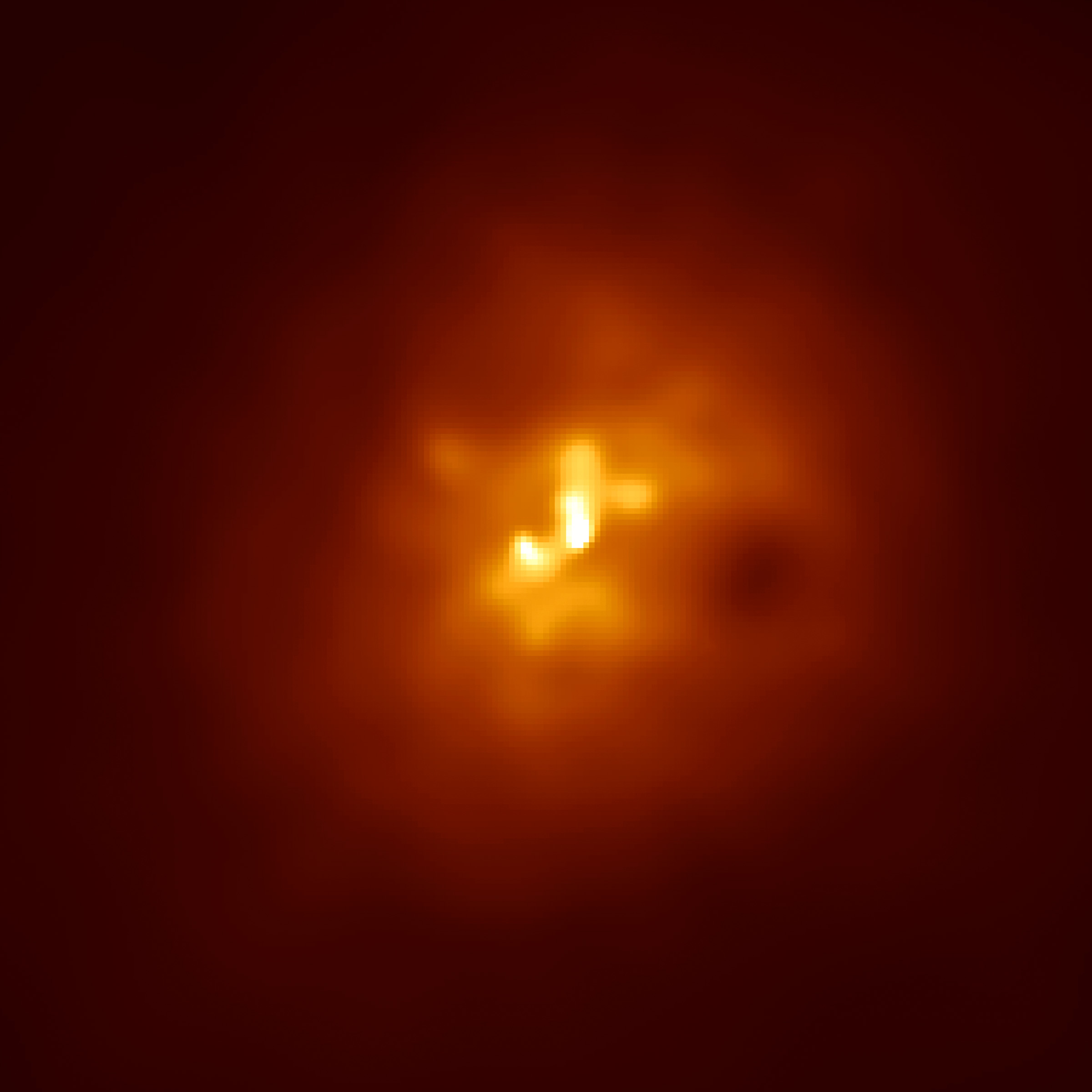
Abell 2597 (Chandra)

Abell 2597 è un ammasso di galassie situato nella costellazione dell'Acquario alla distanza di circa 1 miliardo di anni luce dalla Terra.
L'ammasso è dominato dalla galassia ellittica PGC 71390 che ospita un buco nero supermassiccio. Abell 2597 fa parte del Superammasso dell'Aquario A (SCl 210).
Ai lati del centro dell'ammasso si rilevano due enormi cavità, ognuna delle dimensioni di circa 60.000 anni luce, create dai getti energetici emessi dal buco nero. Queste formazioni rimuovendo il caldo gas circostante, influenzano la formazione di nuove stelle. Lo studio è stato effettuato con l'ausilio del telescopio spaziale Chandra.
Un recente studio (2016) condotto con le osservazioni dell'Atacama Large Millimeter Array/submillimeter (ALMA) ha descritto un fenomeno prima sconosciuto. Tre grandi ammassi di gas freddo intergalattico, muovendosi alla velocità di circa un milione di kilometri all'ora, si dirigono riscaldandosi verso la galassia centrale dell'ammasso, dove alimentano il buco nero supermassiccio di massa pari a 300 milioni di masse solari. Ognuna di queste concentrazioni di gas ha una massa pari ad un milione di masse solari ed un diametro di circa 10 anni luce. Nonostante l'enorme distanza che ci separa da Abell 2597, ALMA ha potuto individuare il gas giunto ad una distanza di soli 300 anni luce dal buco nero supermassiccio.

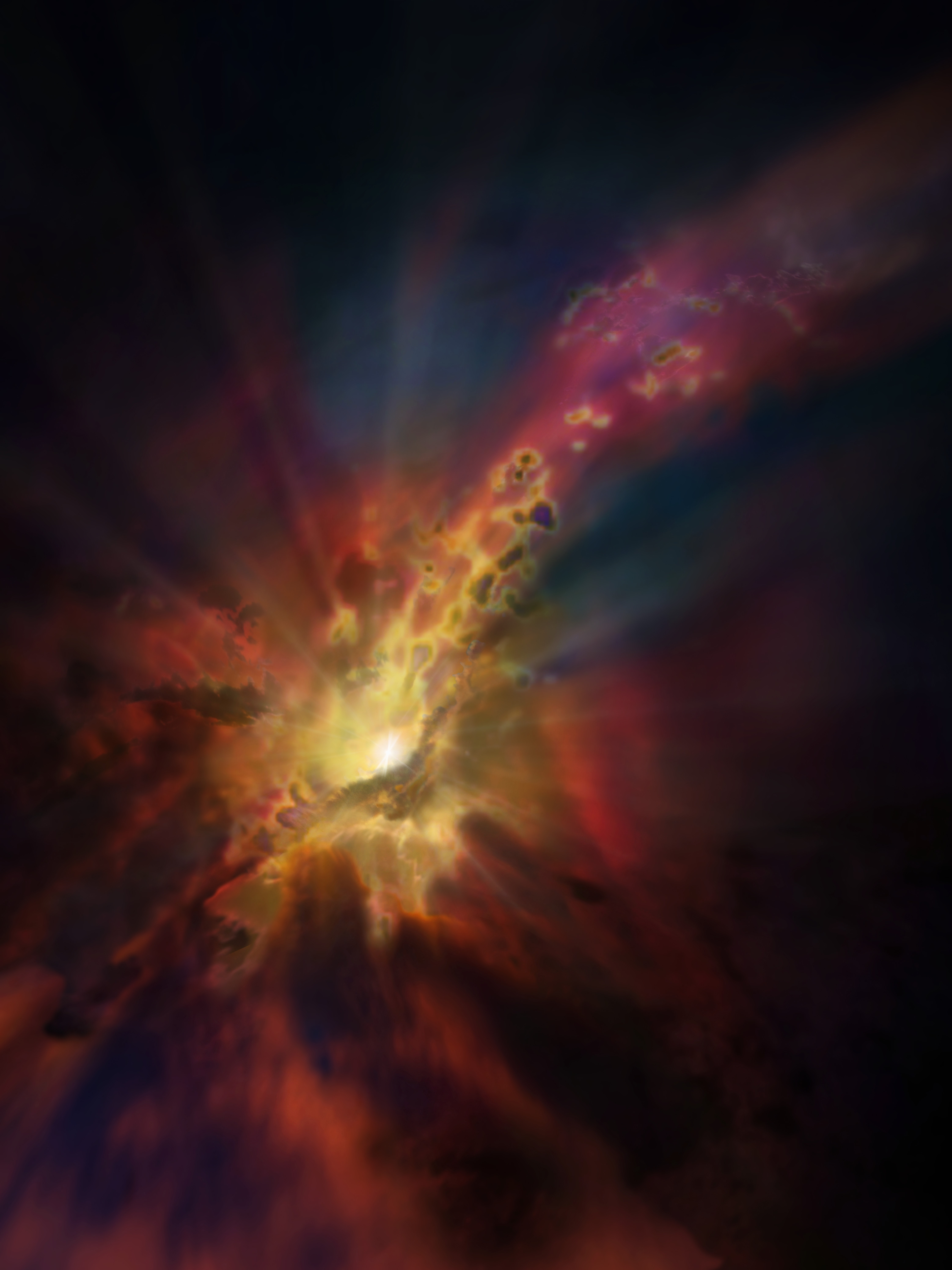
Interpretazione artistica delle nubi di gas molecolare freddo che si addensano nel centro di Abell 2597-